# 14e cérémonie des San Diego Film Critics Society Awards
La 14e cérémonie des San Diego Film Critics Society Awards, décernés par la San Diego Film Critics Society, a eu lieu le 15 décembre 2009, et a récompensé les films réalisés dans l'année.

## Palmarès

### Meilleur film
- Inglourious Basterds
  - (500) jours ensemble ((500) Days of Summer)
  - A Single Man
  - Démineurs (The Hurt Locker)
  - In the Air (Up in the Air)

### Meilleur réalisateur
- Quentin Tarantino pour Inglourious Basterds
  - Kathryn Bigelow pour Démineurs (The Hurt Locker)
  - James Cameron pour Avatar
  - Joel et Ethan Coen pour A Serious Man
  - Tom Ford pour A Single Man
  - Jason Reitman pour In the Air (Up in the Air)

### Meilleur acteur
- Colin Firth pour le rôle de George dans A Single Man
  - George Clooney pour le rôle de Ryan Bingham dans In the Air (Up in the Air)
  - Matt Damon pour le rôle de Mark Whitacre dans The Informant!
  - Ben Foster pour le rôle du sergent-chef Will Montgomery dans The Messenger
  - Christian McKay pour le rôle d'Orson Welles dans Me and Orson Welles
  - Viggo Mortensen pour le rôle du père dans La Route (The Road)
  - Jeremy Renner pour le rôle du Sergent William James dans Démineurs (The Hurt Locker)

### Meilleure actrice
- Michelle Monaghan pour le rôle de Diane Ford dans Trucker
  - Sandra Bullock pour le rôle de Leigh Anne Tuohy dans The Blind Side
  - Abbie Cornish pour le rôle de Fanny Brawne dans Bright Star
  - Carey Mulligan pour le rôle de Jenny dans Une éducation (An Education)
  - Meryl Streep pour le rôle de Julia Child dans Julie et Julia (Julie and Julia)

### Meilleur acteur dans un second rôle
- Christoph Waltz pour le rôle du colonel Hans Landa dans Inglourious Basterds
  - Woody Harrelson pour le rôle du capitaine Tony Stone dans The Messenger
  - John Malkovich pour le rôle de Buck Howard dans Mister Showman (The Great Buck Howard)
  - Paul Schneider pour le rôle de Charles Armitage Brown dans Bright Star
  - Stanley Tucci pour le rôle de George Harvey dans Lovely Bones (The Lovely Bones)

### Meilleure actrice dans un second rôle
- Samantha Morton pour le rôle d'Olivia Pitterson dans The Messenger
  - Anna Kendrick pour le rôle de Natalie Keener dans In the Air (Up in the Air)
  - Vera Farmiga pour le rôle d'Alex dans In the Air (Up in the Air)
  - Mélanie Laurent pour le rôle de Shosanna Dreyfus dans Inglourious Basterds
  - Mo'Nique pour le rôle de Mary Lee Johnston dans Precious (Precious: Based on the Novel 'Push' by Sapphire)

### Meilleure distribution
- Inglourious Basterds
  - A Serious Man
  - In the Loop
  - Harry Potter et le Prince de sang-mêlé (Harry Potter and the Half-Blood Prince)
  - The Messenger
  - In the Air (Up in the Air)
  - Bienvenue à Zombieland (Zombieland)

### Meilleur scénario original
- Inglourious Basterds – Quentin Tarantino
  - (500) jours ensemble ((500) Days of Summer) – Scott Neustadter et Michael H. Weber
  - A Serious Man – Joel et Ethan Coen
  - The Messenger – Alessandro Camon et Oren Moverman
  - Là-haut (Up) – Bob Peterson et Pete Docter

### Meilleur scénario adapté
- Fantastic Mr. Fox – Wes Anderson et Noah Baumbach
  - In the Air (Up in the Air) – Jason Reitman et Sheldon Turner
  - The Informant! – Scott Z. Burns
  - Julie et Julia (Julie and Julia) – Nora Ephron
  - A Single Man – Tom Ford et David Scearce

### Meilleurs décors
- Inglourious Basterds – David Wasco
  - Avatar – Rick Carter et Robert Stromberg
  - Harry Potter et le Prince de sang-mêlé (Harry Potter and the Half-Blood Prince) – Stuart Craig
  - L'Imaginarium du docteur Parnassus (Imaginarium of Dr. Parnassus) – Anastasia Masaro
  - Me and Orson Welles – Laurence Dorman
  - A Single Man – Dan Bishop
  - Max et les Maximonstres (Where the Wild Things Are) – K.K. Barrett

### Meilleure photographie
- La Route (The Road) – Javier Aguirresarobe
  - Harry Potter et le Prince de sang-mêlé (Harry Potter and the Half-Blood Prince) – Bruno Delbonnel
  - Démineurs (The Hurt Locker) – Barry Ackroyd
  - Inglourious Basterds – Robert Richardson
  - A Single Man – Eduard Grau
  - Victoria : Les Jeunes Années d'une reine (The Young Victoria) – Hagen Bogdanski

### Meilleur montage
- (500) jours ensemble ((500) Days of Summer) – Alan Edward Bell (en)
  - District 9 – Julian Clarke
  - Inglourious Basterds – Sally Menke
  - Démineurs (The Hurt Locker) – Bob Murawski
  - Bienvenue à Zombieland (Zombieland) – Peter Amundson et Alan Baumgarten (en)

### Meilleure musique de film
- A Single Man – Abel Korzeniowski
  - (500) jours ensemble ((500) Days of Summer) – Scott Neustadter et Michael H. Weber
  - Fantastic Mr. Fox – Alexandre Desplat
  - Là-haut (Up) – Michael Giacchino
  - Max et les Maximonstres (Where the Wild Things Are) – Carter Burwell et Karen O
  - Victoria : Les Jeunes Années d'une reine (The Young Victoria) – Ilan Eshkeri

### Meilleur film en langue étrangère
- Il Divo •  Italie
  - Amerrika (Amreeka) •  Canada /  États-Unis
  - Captain Abu Raed (كابتن أبو رائد) •  Jordanie
  - Les Citronniers (شجرة ليمون / עץ לימון) •  Israël
  - Sin Nombre •  Mexique /  États-Unis
  - The Stoning of Soraya M. (.سنگسار ثريا م) •  Iran /  États-Unis
  - Les Trois Royaumes (赤壁) •  Chine
  - Thirst, ceci est mon sang (박쥐) •  Corée du Sud
  - Treeless Mountain (나무없는 산) •  Corée du Sud

### Meilleur film d'animation
- Là-haut (Up)
  - Coraline
  - Fantastic Mr. Fox
  - Monstres contre Aliens (Monsters vs. Aliens)
  - Numéro 9 (9)

### Meilleur film documentaire
- The Cove
  - Anvil ! (Anvil! The Story of Anvil)
  - Capitalism: A Love Story
  - Food, Inc.
  - Valentino: The Last Emperor

### Body of Work
- Woody Harrelson – Bienvenue à Zombieland (Zombieland), The Messenger et 2012